# Internet Explorer 12
Internet Explorer 12 (afgekort IE12) was een geplande versie van de webbrowser Internet Explorer, ontwikkeld door Microsoft. Het was bedoeld als de opvolger van Internet Explorer 11, dat uitgebracht werd in 2013, samen met Windows 8.1. Internet Explorer 12 zou de standaardbrowser zijn geworden op Windows 10, later werd besloten om Microsoft Edge als standaardbrowser mee te leveren in het OS en Internet Explorer enkel de nieuwe engine van Edge mee te geven maar ook die plannen werden gestaakt. Uiteindelijk werd Internet Explorer 11 zonder aanpassingen geleverd op Windows 10. De browser is een korte tijd beschikbaar geweest voor Windows 7 en Windows 8.1.
Microsoft kondigde Internet Explorer Developer Channel voor het eerst aan in een blogpost op de officiële Internet Explorer Blog, maar haalde de update voor de browser ook al aan op Microsoft Build 2014 en de status website van Internet Explorer. De eerste testversie is vrijgegeven op 16 juni 2014, bijna 1 jaar na de vrijgave van de eerste Internet Explorer 11 beta. De Developer Channel-versie werd in oktober 2014 opgevolgd met de eerste Technical Preview. In de 3de Technical Preview werd Internet Explorer opnieuw voorzien van een update. Een laatste testversie werd vrijgegeven op 23 januari 2015.

## Ontwikkeling
Internet Explorer 12 werd voor het eerst genoemd op Build 2014. In vragenrondes heeft Microsoft meermaals aangehaald dat er geëxperimenteerd wordt met een vernieuwde interface, voor zowel de standaardversie als de Modern UI-versie van de browser. De toekomstige versie Internet Explorer 12 zou ondersteuning bieden voor HSTS, een encryptieprotocol. Ook ondersteuning voor HTTP/2 staat gepland. Het is de eerste versie sinds Internet Explorer 1 die een codenaam meekrijgt, namelijk Spartan. De ondersteuning voor WebGL zou verder uitgebreid worden, er zou ondersteuning komen voor ECMAScript 6 en de ondersteuning voor CSS3, HTML5 en JavaScript wordt verder uitgebreid, samen met nog diverse andere wijzigingen en nieuwe API's, zoals de GamePad-API en Selection-API. Verder maakte Microsoft bekend op Microsoft Connect dat Internet Explorer 12 substantiële wijzigingen aan de interface zou bevatten.
Op 16 juni 2014 gaf Microsoft de eerste van een reeks Developer Channel-versies vrij. Deze versie van Internet Explorer bevatte ondersteuning voor de GamePad-API, verbeterde ondersteuning voor WebGL en ondersteuning voor WebDriver. Op 12 november 2014 werd in de derde Windows Technical Preview een nieuwe versie van Internet Explorer meegeleverd. Deze bevatte onder meer verschillende verbeteringen voor de ondersteuning van ECMAScript 6, een snellere JavaScript-engine en HTTP/2-ondersteuning. In deze update maakte Trident plaats voor Internet Explorers nieuwe Edge-renderengine. Microsoft kondigde later ook aan dat de versie 12 ook het begin zal zijn voor de ondersteuning van HTML5.1.
De laatste versie van Internet Explorer 12 werd vrijgegeven op 21 januari 2015, samen met de Windows 10 Technical Preview 2, de 4de Technical Preview van Windows 10. Daarna werd aangekondigd dat Internet Explorer terug zou worden gebracht naar zijn staat zoals in Windows 8.1, daarmee werd Internet Explorer 12 geschrapt en vervangen door versie 11.

## Uitgavegeschiedenis
| Legenda     | Legenda               | Legenda                 | Legenda                           | Legenda            | Legenda      |
| ----------- | --------------------- | ----------------------- | --------------------------------- | ------------------ | ------------ |
| Ondersteund | Niet meer ondersteund | Ondersteunde testversie | Niet meer ondersteunde testversie | Toekomstige versie | Niet publiek |

| Naam                   | OS                | Datum            | Versie          | Aanpassingen |
| ---------------------- | ----------------- | ---------------- | --------------- | --- |
| Developer Channel 1    | 7 en 8.1 Update   | 16 juni 2014     | 11.0.9600.17123 | Ondersteuning voor de GamePad-API en WebDriver, verbeterde ondersteuning voor WebGL en diverse nieuwe functies in de ontwikkelaarshulpmiddelen.                                                                              |
| Technical Preview      | Technical Preview | 1 oktober 2014   | 11.0.9841.0     | Ondersteuning voor Windows 10, HTTP/2 en verbeterde prestaties voor Chakra. |
| Technical Preview      | Technical Preview | 14 oktober 2014  | 11.0.9841.0     | 14 bugfixes en andere beveiligingsupdates. |
| Technical Preview      | Technical Preview | 20 oktober 2014  | 11.0.9860.0     | Geen aanpassingen |
| Technical Preview      | Technical Preview | 12 november 2014 | 11.0.9879.0     | De feedbackknop staat prominent in beeld langs opties, Trident vervangen door Edge, verbeterde F12-functies, CSS3, ES6, JavaScript en HTML5 zijn nu verder ondersteund, GamePad-API- en Selection-API-ondersteuning en meer. |
| 10 Technical Preview 2 | Windows 10        | 23 januari 2015  | 11.0.10011.0    | Verbeterde ondersteuning voor HTML5, CSS3, JavaScript en ECMAScript 6, about:flags met experimentele functies. Begin ondersteuning voor HTML5.1 en meer.                                                                     |

## Useragent-string
Internet Explorer 12 gebruikt een nieuwe useragentstring, die verandert als de compatibiliteitsmodus is ingeschakeld. Zo bevat deze nu verwijzingen naar KHTML, WebKit, Chrome en Safari. Ook is Trident vervangen door Edge als noemer.
| Besturingssysteem              | Useragentstring                                                                                                   |
| ------------------------------ | --- |
| Windows Technical Preview      | Mozilla/5.0 (Windows NT 6.4) AppleWebKit/537.36 (KHTML, like Gecko) Chrome/36.0.1985.143 Safari/537.36 Edge/12.0  |
| Windows 10 Technical Preview 2 | Mozilla/5.0 (Windows NT 10.0) AppleWebKit/537.36 (KHTML, like Gecko) Chrome/36.0.1985.143 Safari/537.36 Edge/12.0 |